# Reglare de conturi
Reglare de conturi (în engleză The Missouri Breaks) este un film western American din 1976 cu Marlon Brando și Jack Nicholson în rolurile principale . A fost regizat de Arthur Penn iar în roluri secundare apar Randy Quaid , Harry Dean Stanton , Frederic Forrest , John McLiam și Kathleen Lloyd . Coloana sonoră a fost compusă de John Williams .

## Rezumat
Un baron al vitelor prinde un hoț și-l spânzură . Prietenul mortului , Tom Logan , vrea să-l răzbune , dar destinul îi joacă o festă . Se îndrăgostește de Jane , fiica "baronului" . Dragostea îl face pe Tom să renunțe la viața de borfaș și la tovarășii de tâlhărie  , numai că foștii prieteni fură vitele baronului . Acesta apelează la cel mai de temut pistolar al Vestului .

## Distribuție
- Marlon Brando – Robert E. Lee Clayton
- Jack Nicholson – Tom Logan
- Randy Quaid – Little Tod
- Kathleen Lloyd – Jane Braxton
- Frederic Forrest – Cary
- Harry Dean Stanton – Cal
- John McLiam – David Braxton
- John P. Ryan – Cy
- Sam Gilman – Hank Rate
- Steve Franken – Lonesome Kid
- Richard Bradford – Pete Marker
- Hunter von Leer – Sandy